# Tracia Oriental
Tracia Oriental (turco: Doğu Trakya o simplemente Trakya; griego Ανατολική Θράκη, Anatoliki Thraki; búlgaro Източна Тракия, Iztochna Trakiya), también conocido como Tracia turca o Turquía europea, es el nombre dado para la parte de la región histórica de Tracia que es actual territorio de la República de Turquía, siendo la totalidad del territorio turco en el continente europeo. Esta zona está compuesta por las cinco provincias turcas en suelo europeo que son Tekirdağ, Kırklareli, Edirne, la parte de la provincia de Çanakkale que se encuentra del lado norte del estrecho de Dardanelos, más conocida como península de Galípoli, y la parte oeste desde el estrecho del Bósforo de la provincia de Estambul, que incluye el centro histórico de la ciudad de Estambul, así como ciudades como Edirne (la capital histórica del valiato otomano que comprendía toda Tracia), Çorlu y Lüleburgaz.

## Provincias
La región comprende las tres Provincias de Turquía  (provincias) de Edirne, Kırklareli y Tekirdağ, junto con las partes europeas de Estambul y Çanakkale. 
| Provincia                             | Superficie (km²) | Población (censo de 2012) | Densidad de población (por km²) |
| ------------------------------------- | ---------------- | ------------------------- | ------------------------------- |
| Provincias turcas en Tracia oriental: |                  |                           |                                 |
| Edirne                                | 6,279            | 399,708                   | 62.8                            |
| Kırklareli                            | 6,550            | 341,218                   | 51.4                            |
| Tekirdağ                              | 6,218            | 852,321                   | 123.9                           |
| Sub-total                             | 19,047           | 1,502,358                 | 78.8                            |
| Estambul (parte europea)              | 3,421            | 8,232,849                 | 2406.5                          |
| Çanakkale (parte europea)             | 1,296            | 64,268                    | 49.5                            |
| Total                                 | 23,764           | 9,799,745                 | 824.7                           |

## Población
- Turcos Balcánicos: (turcos de Bulgaria, Grecia, Rumania y ex Yugoslavia)
- Pomacos: (musulmanes búlgaros)
- Gachales: (musulmanes Gagaúzos)[1]
- Gitanos Turcos: (Gitanos musulmanes)[2]

## Galería

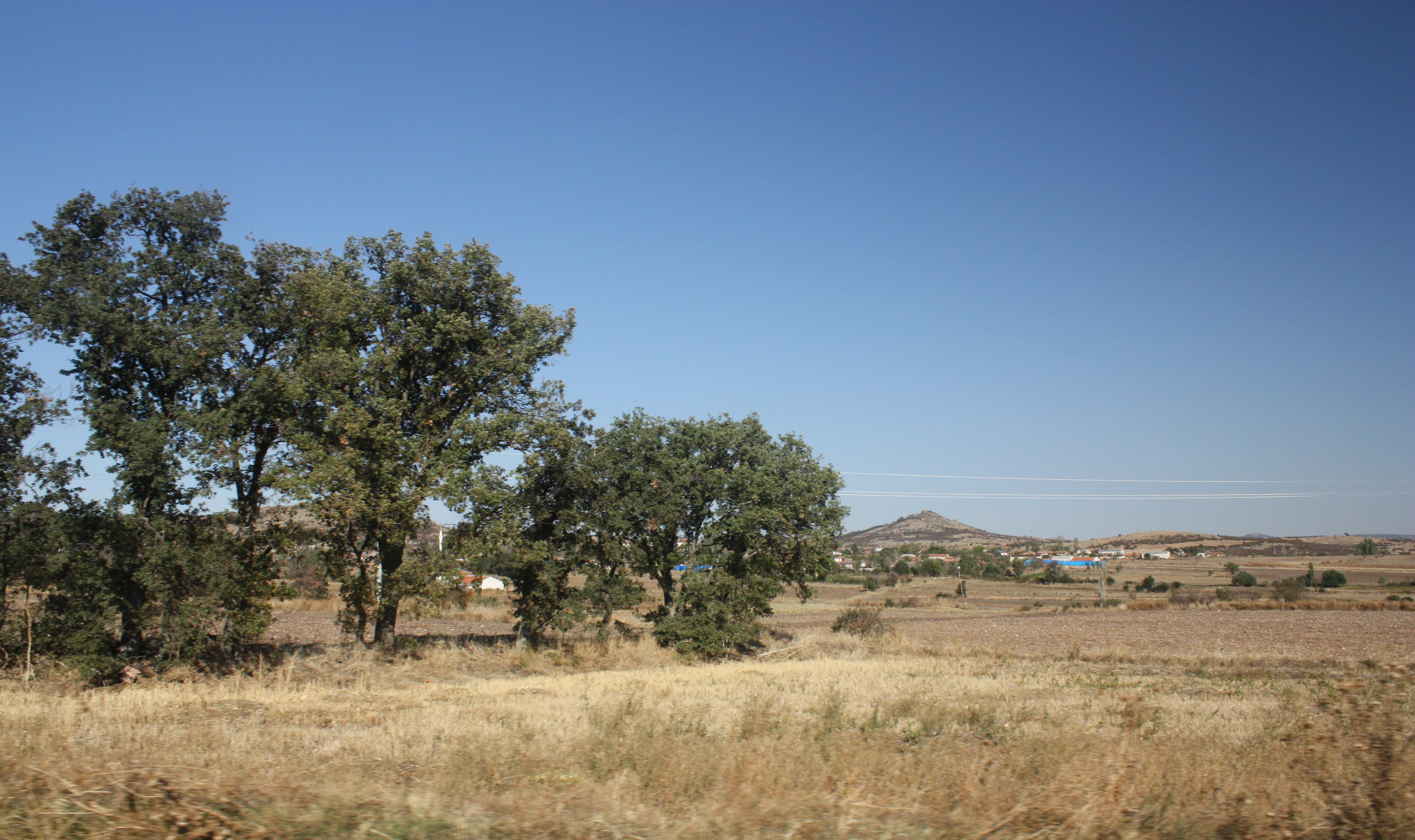
Paisaje de la provincia de Edirne
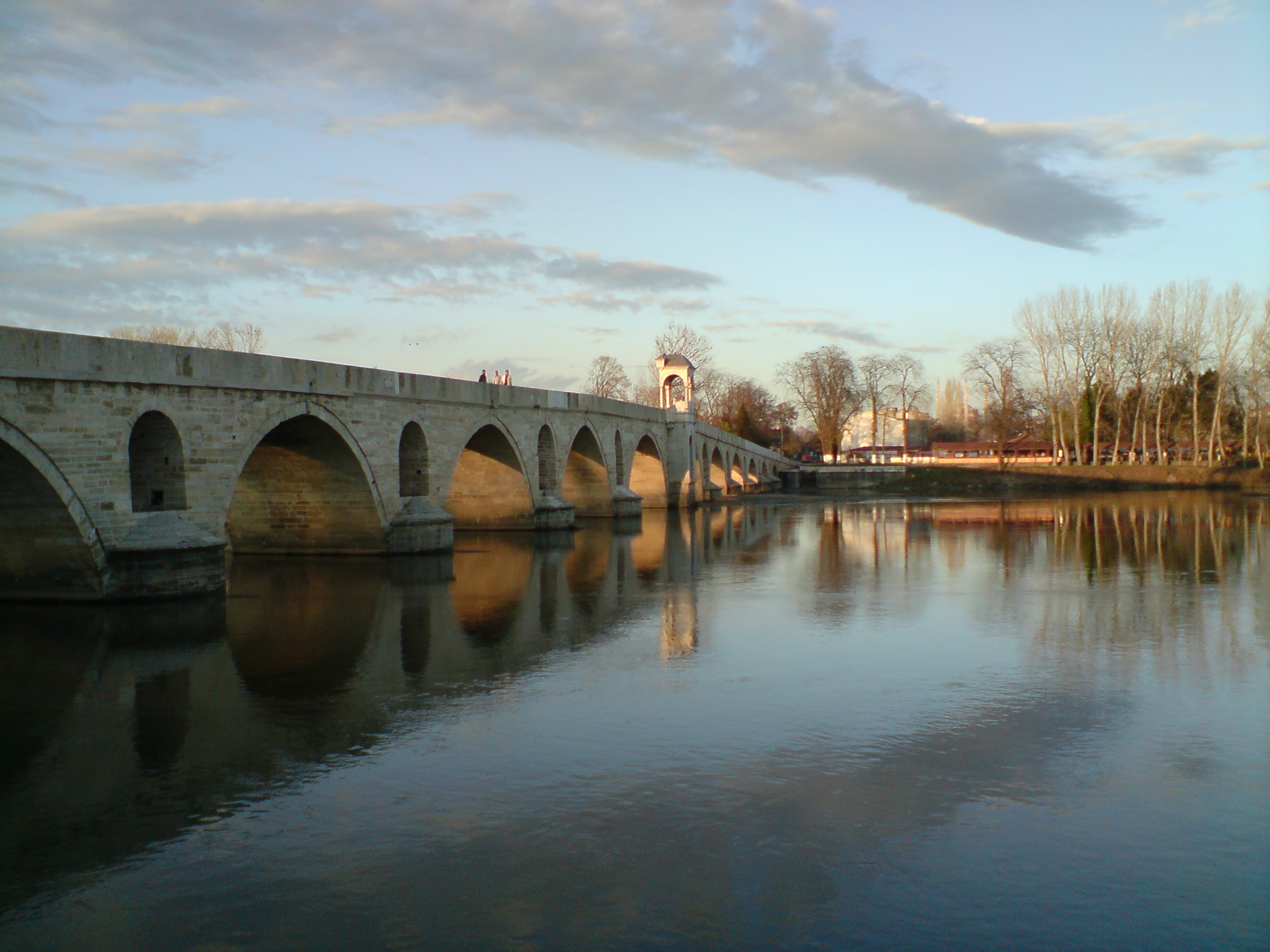
El río Maritsa es uno de los límites de Tracia oriental
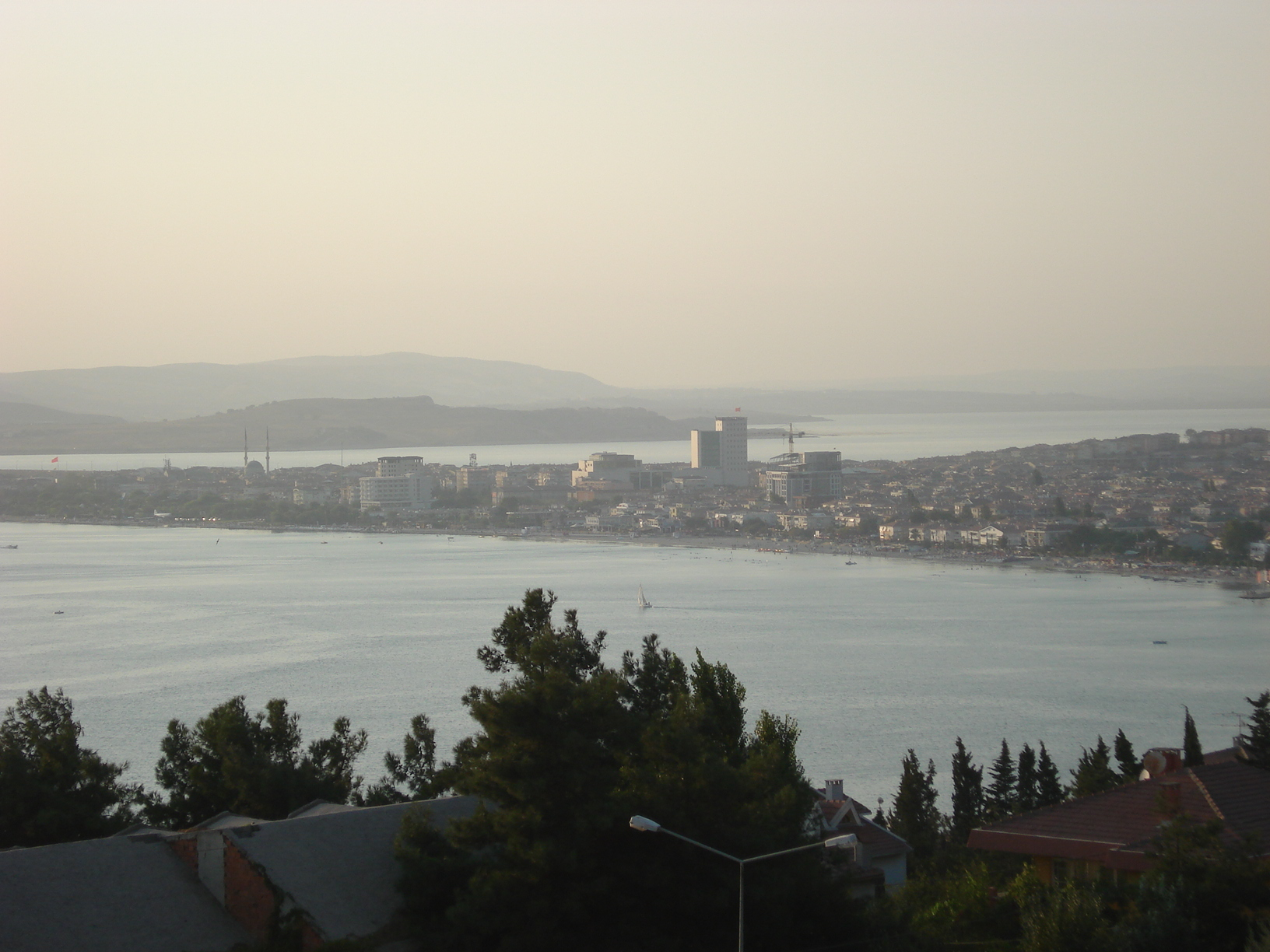
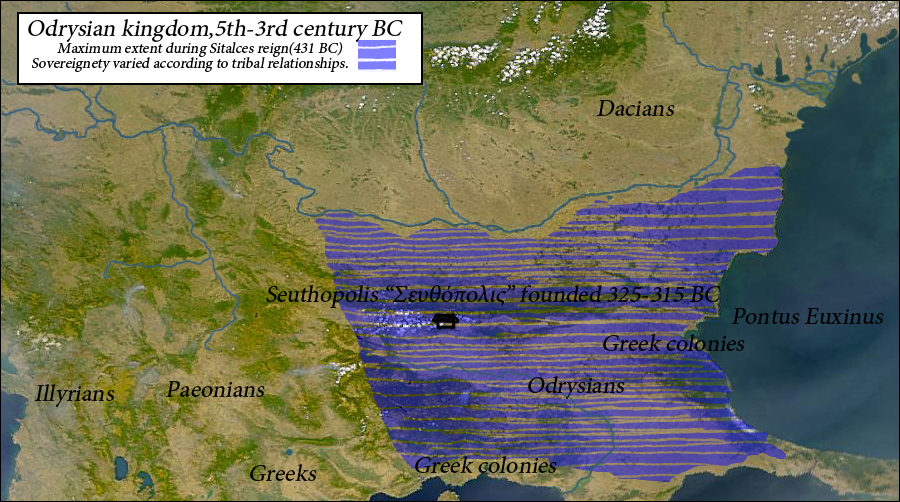
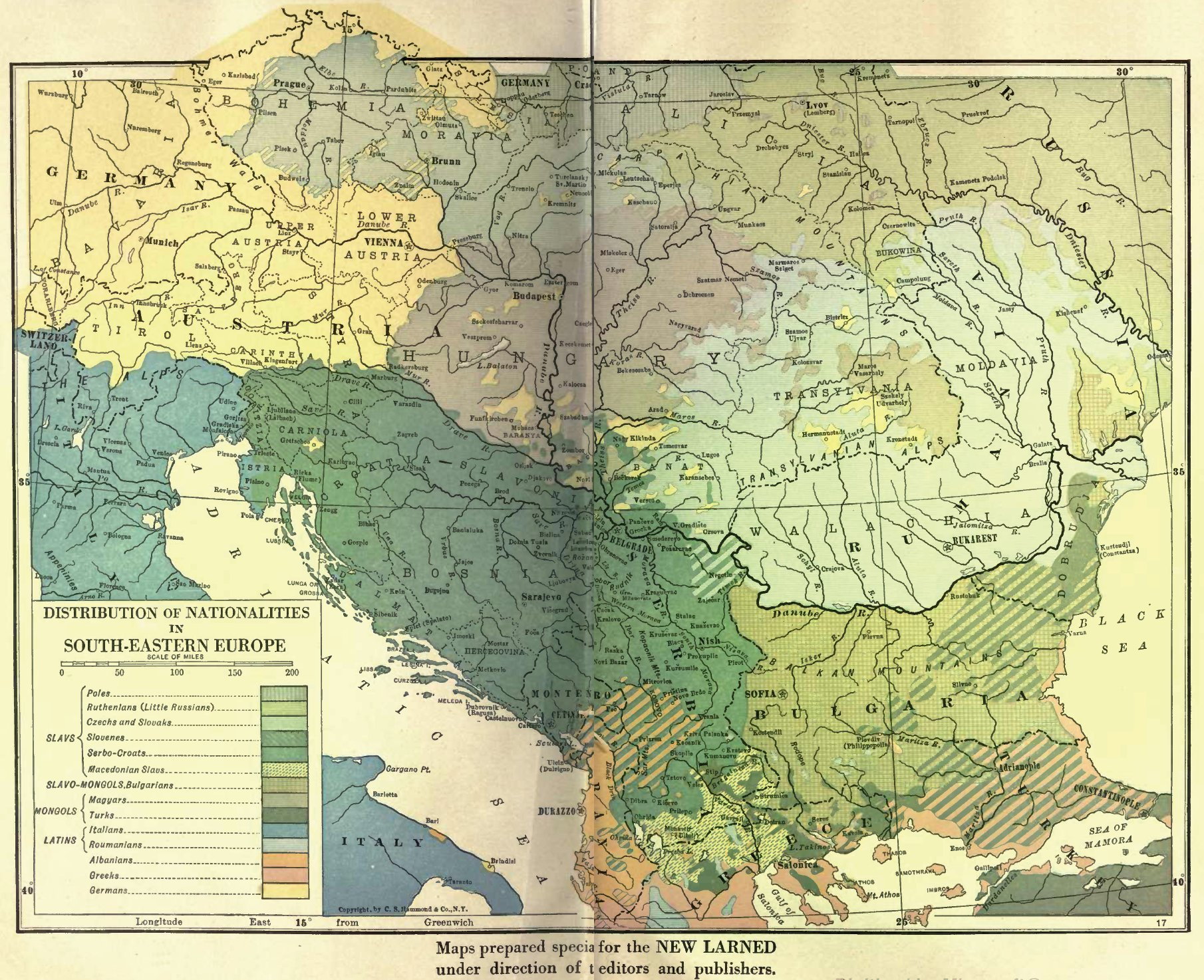